# شبدر کوهی
شبدر کوهی (نام علمی: Trifolium montanum) نام یک گونه از سرده شبدر است.